# HDK-Valand Campus Steneby
HDK-Valand Campus Steneby är sedan 1 januari 2020 ett campus inom HDK-Valand – Högskolan för konst och design inom Göteborgs universitet  som ligger i Dals Långed. HDK-Valand erbjuder elva kandidatprogram inom design, film, fotografi, fri konst, konsthantverk, litterär gestaltning och lärarutbildning i bild och slöjd, där tre program ges i Stenebymiljön i Dals Långed och övriga i Göteborg.